# Chińska Partia Dążenia do Sprawiedliwości
Chińska Partia Dążenia do Sprawiedliwości (chiń. upr. 中国致公党; chiń. trad. 中國致公黨; pinyin Zhōngguó Zhìgōngdǎng) – jedna z ośmiu tzw. partii demokratycznych w Chińskiej Republice Ludowej.
Partia została założona w październiku 1925 roku w San Francisco w środowisku chińskich emigrantów. Partia była opozycyjną wobec Kuomintangu, opowiadała się za demokratyzacją systemu politycznego i federacyjnym ustrojem państwa. W 1931 centralę partii przeniesiono do Hongkongu.
Na kongresie w 1947 roku partia przyjęła doktrynę lewicową i poparła KPCh. W 1950 siedziba partii została przeniesiona do Kantonu.
Partia skupia głównie chińskich emigrantów powracających do ojczyzny. W 2015 roku liczyła 47 tysięcy członków.